# Марко Йон
Марко Йон (нім. Marco John; 2 квітня 2002, Бад-Фрідріхсхалль, Німеччина) — німецький футболіст, півзахисник клубу «Хоффенхайм».

## Клубна кар'єра
Марко — уродженець міста Бад-Фрідріхсхалль, розташованого в землі Баден-Вюртемберг. Футболом починав займатися у командах «Зульцбах» та «Уніон Хайльброн». У 11 років перейшов до академії «Хоффенхайма». Виступав за молодіжні команди клубу, у сезоні 2018/2019 провів одну зустріч у Юнацькій Лізі УЄФА.
З сезону 2020/2021 тренується з основною командою. 12 вересня 2020 року дебютував за другу команду в поєдинку Регіоналіги проти «Балінгера». 3 грудня 2020 року отримав шанс зіграти за основну команду у поєдинку Ліги Європи проти «Црвени Зірки». З'явився на полі у стартовому складі та провів весь матч, який закінчився нульовою нічиєю. Через тиждень Марко також з'явився у стартовому складі у поєдинку проти «Гента», в якому став автором гольової передачі, а «Хоффенхайм» переміг із рахунком 4:1.
9 січня 2021 року дебютував у Бундеслізі в поєдинку проти «Шальке 04», також з'явившись у стартовому складі та провівши на полі весь матч.

## Кар'єра в збірній
Є гравцем юнацьких збірних Німеччини. Учасник чемпіонату Європи 2019 року серед юнаків до 17 років. На турнірі провів усі три матчі, посівши зі збірною 3 місце у групі.
Наприкінці серпня 2021 року Йон був вперше викликаний до складу збірної U21 тренером збірної Штефаном Кунцем і дебютував за збірну у вересні 2021 року у відбірковому матчі чемпіонату Європи U21 проти Латвії.